# Elaphropeza belumut
Elaphropeza belumut är en tvåvingeart som beskrevs av Igor Shamshev 2007. Elaphropeza belumut ingår i släktet Elaphropeza och familjen puckeldansflugor. Inga underarter finns listade i Catalogue of Life.